# Міс Ніхто
«Міс Ніхто» (англ. Miss Nobody) — американський незалежний фільм, романтична історія 2010 року.

## Зміст
Головна героїня працює простим секретарем. Вона вже зневірилася заслужити підвищення. Тоді дівчина за вигаданим резюме отримує дуже хорошу роботу. Та на її місце націлюються усі навколо, тому будь-яка помилка буде фатальною, адже героїня перебуває під пильною увагою всіх співробітників компанії.
Сарі Джейн 30 років, вона звичайна офісна «сіра миша»: працює секретаркою у фармацевтичній корпорації і мріє піднятися хоча б на сходинку вище по кар’єрних сходах. Підробивши резюме, Сарі вдається зайняти вакансію топ-менеджера, але — всього лише на один день: моторніші колеги теж вміють плести інтриги! У нападі одкровення новий начальник розкриває Сарі нехитру таємницю кар’єрного росту: необхідно «всього лише» позбавиться від п’ятьох топ-менеджерів компанії. І тут Сарі Джейн приходить в голову вельми нетривіальний план. Дівчині залишилося всього лише повірити, що вона не «офісний планктон», а природжена і винахідлива... вбивця.

## У ролях
| Актор                | Роль                                               |
| -------------------- | -------------------------------------------------- |
| Леслі Бібб           | Сара Джейн МакКінлі Sarah Jane McKinney            |
| Адам Голдберг        | Детектив сержант Білл Меллой Det. Sgt. Bill Malloy |
| Кеті Бейкер          | Клер МакКінлі Claire McKinney                      |
| Міссі Пайл           | Шарман Charmaine                                   |
| Брендон Раут         | Міло Бібер Milo Beeber                             |
| Девід Ентоні Гіґґінс | Морті Вікем Morty Wickham                          |
| Джефрі Льюїс         | пан Кетчум Mr. Ketchum                             |
| Вівіка Фокс          | Нен Вайлдер Nan Wilder                             |
| Патрік Фішлер        | П'єр ДжиДжюн Pierre JeJeune                        |
| Пола Маршалл         | Сінтія Бардо Cynthia Bardo                         |
| Едді Джемісон        | Джошуа Нетер Joshua Nether                         |